# Limassolla yunnanana
Limassolla yunnanana är en insektsart som beskrevs av Zhang och Chou 1988. Limassolla yunnanana ingår i släktet Limassolla och familjen dvärgstritar. Inga underarter finns listade i Catalogue of Life.